# ロッコーマン
ロッコーマン株式会社(ROKKOMANN,INC.)とは、兵庫県神戸市中央区に本社のある、1962年創業の楽器の卸売りを行う企業である。

## 概要
楽器本体では、クラシックギター、フォークギター、マンドリン、ヴァイオリン、チェロ、ウクレレなどの弦楽器に特化している。また、楽器用のケース、弦ほか、小物類も多く取り扱っている。
アストリアス、 小平ギターの発売元として知られるほか、国内外の量産メーカー、個人製作家の楽器の代理店となっている。
公式サイトの会社概要ではアストリアスギター製造株式会社を福岡工場、スーパーライトケース株式会社を韓国工場としていることから、この２社は特に関係が深いものと考えられる。

個人向け事業としては神戸市三宮において1971年より弦楽器専門店「ギター・バイオリンショップ ロッコーマン」を運営しており、楽器の販売、修理、音楽教室を行っている。